# Forteresse Malaspina
La Forteresse Malaspina (en italien : Rocca Malaspina ou Castello Malaspina), est une fortification d'origine médiévale qui, grâce à sa position privilégiée, domine la ville de Massa, située dans la province de Massa-Carrara en Toscane,.
C'était le siège principal des souverains de Massa des dynasties Malaspina et Cybo-Malaspina.

## Historique
L'ensemble se dresse, comme le château Aghinolfi de Montignoso, sur une colline des pentes des Alpes apuanes qui domine la côte depuis le promontoire de Corvo jusqu'à Livourne. La colline de la forteresse médiévale de Massa déjà présente vers l'an 1000, outre les Malaspina, fut disputée par Lucques, Florence, Pise et les Visconti. la forteresse a subi des transformations et des agrandissements au fil des siècles et il est aisé de reconnaître les différentes phases de développement de l'architecture fortifiée qui ont caractérisé le dernier millénaire.
Au Xe siècle le territoire de Massa est la possession de la famille Obertenghi descendante d'Oberto Ier qui construit le premier noyau du château. Dans les décennies suivantes, Massa fut au centre des luttes et des visées expansionnistes de Lucques, Pise et Gênes : celles du XIIe siècle furent des décennies tourmentées pour Massa et son château.
Au XIIIe siècle Massa reste sous la domination de Lucques. En 1316 Castruccio Castracani devint seigneur de Lucques et apporte des améliorations à la forteresse : un donjon central, d'autres tours et un pont-levis. En 1345, Massa revient dans le giron des descendants des Obertenghi, la famille Malaspina. Au début du XVIe siècle la forteresse passe à la Cybo-Malaspina qui gouverne le duché de Massa et Carrare jusqu'en 1829, date à laquelle il est intégré au duché de Modène et Reggio.

## Description
La forteresse est composée de murs bastionnés, du donjon central et du palais résidentiel qui, avec leurs caractéristiques architecturales post-médiévales, ont remplacé les structures plus anciennes. Même si les caractéristiques de la structure sont typiquement Renaissance, les séquences de construction peuvent être identifiées grâce à des études de stratification.
Les pièces souterraines de la demeure sont importantes à considérer, car elles sont directement creusées dans la roche, tout comme le mur du donjon central formé d'un seul bloc. Les fresques et sculptures Renaissance des pièces et de la chapelle du palais, caractérisées par des loggias et des décorations en marbre, sont d'un intérêt remarquable. Aujourd'hui les sculptures ont été perdues, il manque même l'effigie historique d'Albéric Ier.

## Galerie

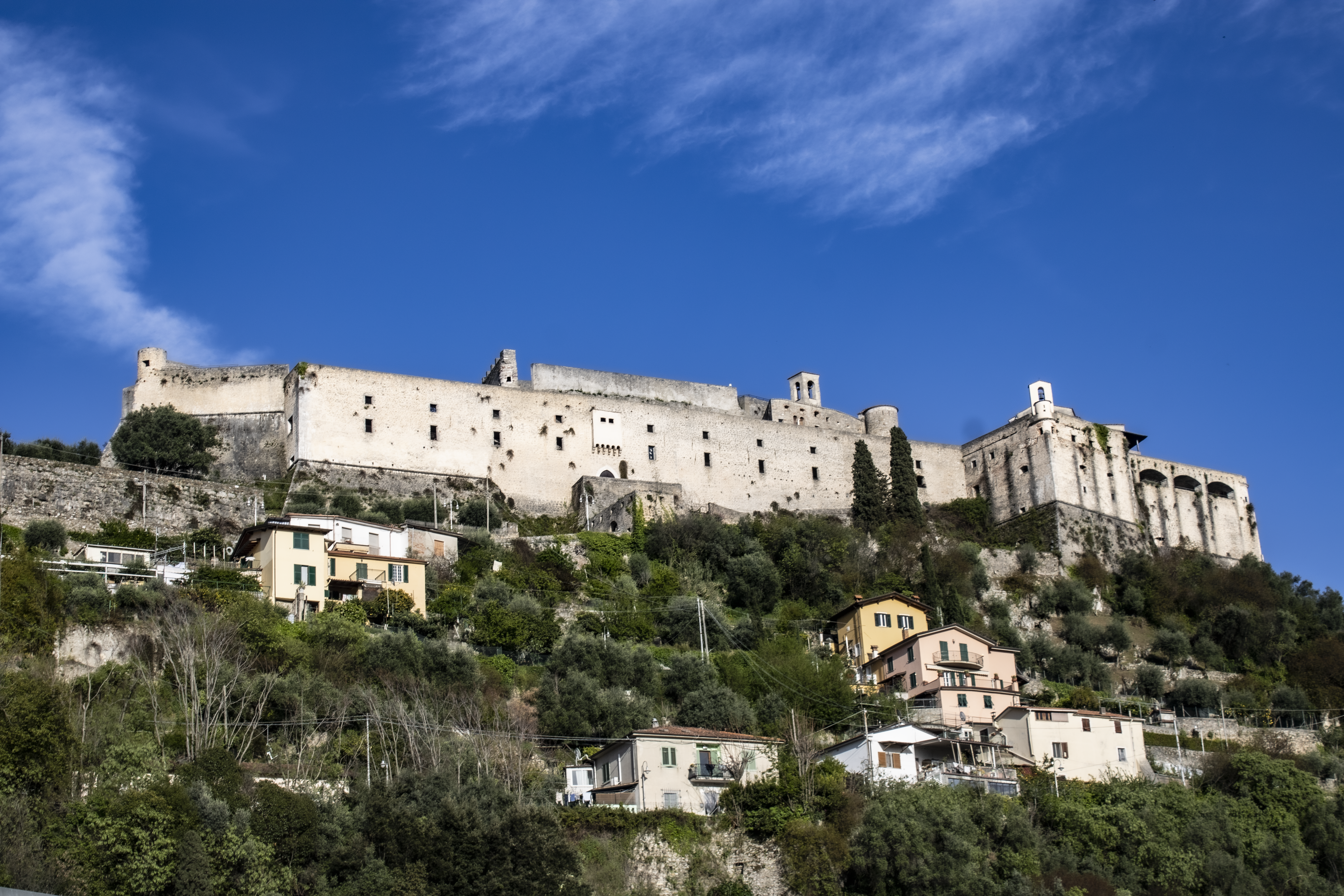
La Rocca Malaspina.
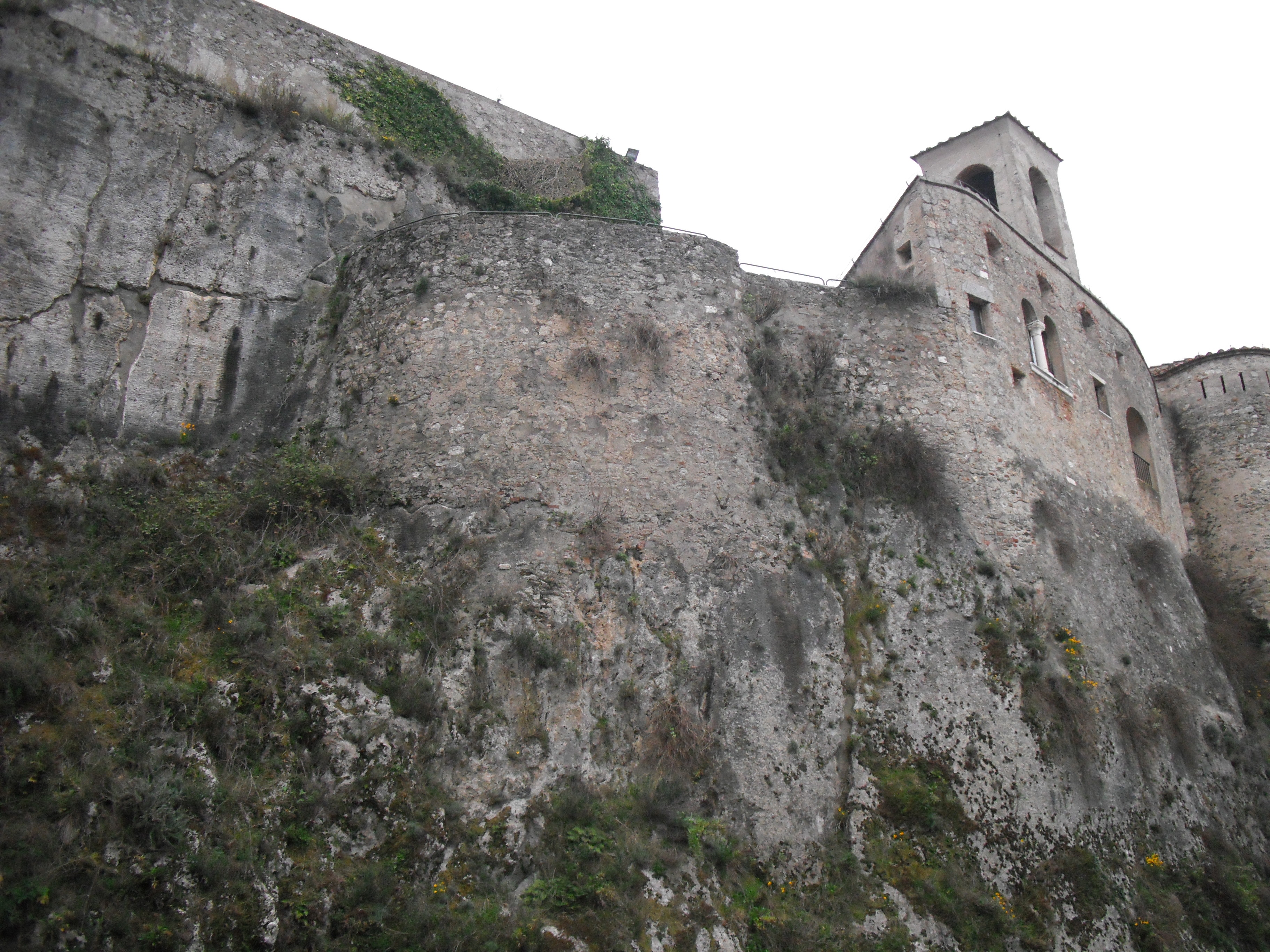
Le mur du donjon.
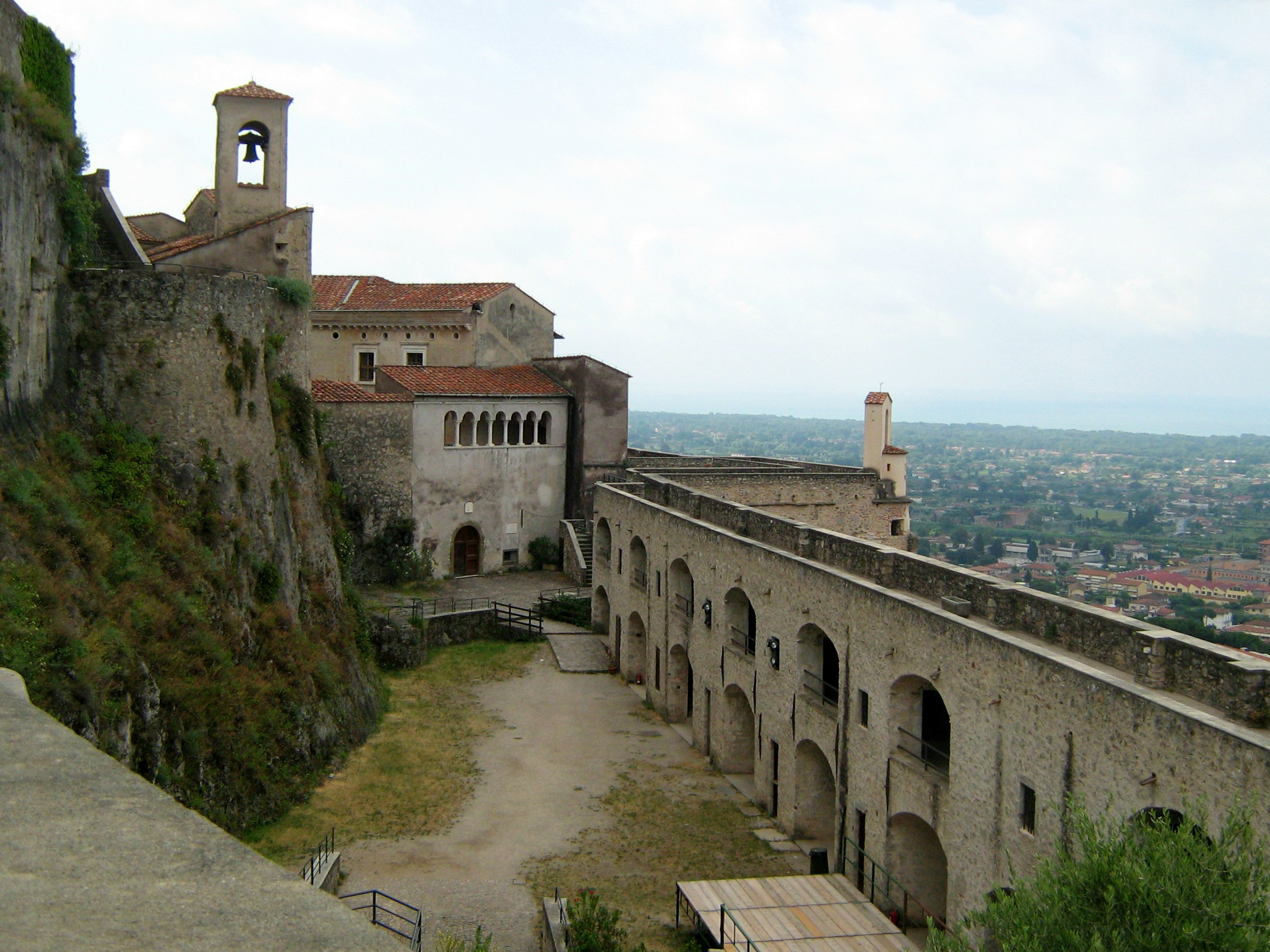
La cour intérieure.
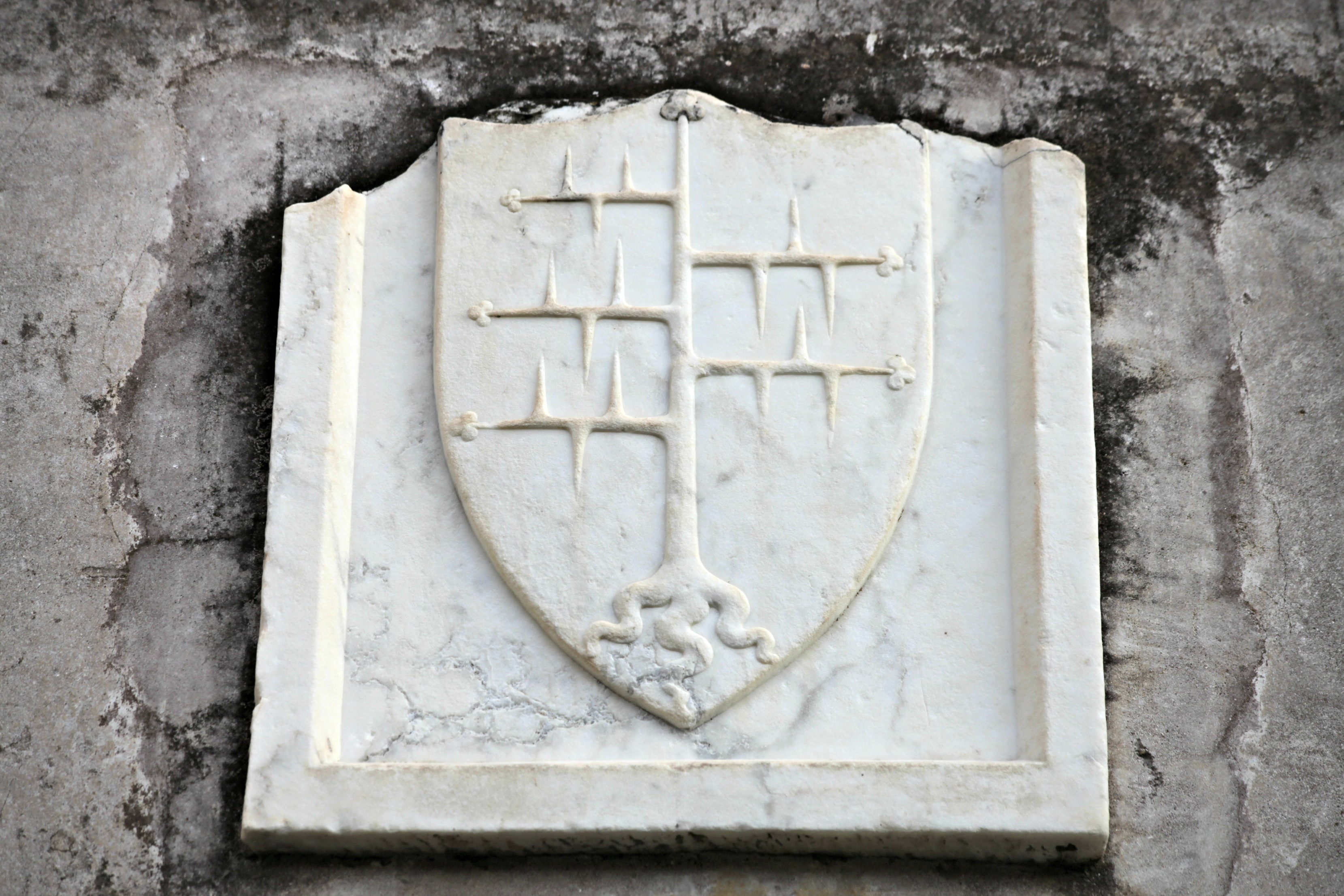
Armoiries de la branche Spino Secco de la famille, Rocca Malaspina.